# Roman Ivanovitch Panine
Pour les articles homonymes, voir Panine.
Roman Ivanovitch Panine (en russe : Роман Иванович Панин), né le 28 septembre 1897 à Saint-Pétersbourg dans l'Empire russe et mort le 1er juin 1949 à Moscou en URSS, est un militaire soviétique, général-major.

## Biographie
Vétéran de la Première Guerre mondiale et de la Guerre d'Hiver, il participe notamment à la Bataille de Tolvajärvi. Lors de la Seconde Guerre mondiale, on compte parmi ses faits d'armes l'Opération Silberfuchs, l'Offensive Leningrad–Novgorod, l'opération Bagration et l'Offensive de Prusse-Orientale.
Après la guerre, Panine enseigne à l'Académie militaire Frounze. Mort à Moscou, il est inhumé au Cimetière de Novodevitchi.

## Carrière
- 1938-1939 : conseiller militaire en Chine
- 1939-1940 : commandant du 1er Corps d'armée en Finlande
- 1940-1941 : responsable de la formation de la région militaire de Leningrad
- 1941 : commandant 44e Corps d'armée
- 1941-1942 : commandant de la 14e armée (Union soviétique)
- 1942 : commandant adjoint de la 14e armée (Union soviétique)
- 1942 : commandant adjoint de 2e armée de réserve
- 1943 : responsable de la formation à Volkhov
- 1943-1944 : commandant du 7e Corps d'armée
- 1944 : adjoint commandant de la 5e armée
- 1945 : hospitalisé
- 1945 : chargé de cours à Académie militaire Frounzé

## Décorations
- Deux fois l'ordre de Lénine
- Deux fois l'ordre du Drapeau rouge
- Ordre de Koutouzov : 1944
- Médaille pour la Défense de Léningrad

Des médailles et décorations étrangères.